# Линовский, Николай Осипович
Линовский Николай Осипович (первоначально Нахман Иосифович; 1844 или 1846 — 1919) — русский писатель. Известен под псевдонимами  Н. Пружанский, Н. О. Трофимов.

## Биография
Родился в 1846 году (по другим сведениям в 1844 году) в местечке Малеч Пружанского уезда Гродненской губернии в еврейской семье. Сын деревенского кузнеца. Получив патриархальное воспитание, поступил в Виленское раввинское училище (до 17 лет русского языка не знал). Напечатав в газете «Гамейлиц» антираввинский памфлет (на иврите; 1868), оставил училище и поселился сначала в Одессе, где учительствовал и начал писать по-русски. Первая публикация — заметки «о нравах» «Письма Диогена» в газете «Новороссийский телеграф» (1869), а затем в Николаеве, где печатался в «Николаевском вестнике» и около полутора лет под патронажем жены военного губернатора г. Николаева Б. А. Глазенапа был неофициальным инспектором городских учебных заведений.
В 1872 году приехал в Петербург, предпринял безуспешную попытку сотрудничества в журналах «Искра» и «Вестник Европы» С 1873 года печатал злободневные статьи, а также рассказы из жизни еврейского захолустья в газетах «Санкт-Петербургские ведомости», «Гражданин», «Русский мир». К 1876 году стал характерной фигурой столичного «литературного пролетариата».
Летом 1879 года на волне правительственной паники после покушения А. С. Соловьёва на царя Пружанский был выслан на несколько лет в г. Пудож Олонецкой губернии.
После возвращения из ссылки (1880—1882) в Одессе Пружанский развернул в радикальном духе издательско-публицистическую деятельность, в частности выпустил антипогромные обращения к христианам «Виноват ли еврей в том, что он еврей» (1881) и «Хорошо ли мы делаем, что бьём евреев» (1882), которые пользовались большим успехом. С 1882 года (снова в Петербурге) вёл жизнь бедствующего литератора, изредка печатался в газетах «Эхо», «Восход», «Недельная хроника Восхода», журнале «Колосья», затевал различные литературные предприятия, как правило, кончавшиеся ничем (так, в 1886 году несколько месяцев издавал быстро прогоревший еженедельник «Нева»). Сборник беллетристических произведений Пружанского «Еврейские силуэты» (СПб., 1884), содержавший обличения «неправды» имущих классов, был встречен насмешками. Более сочувственно критика писала о сборнике рассказов «Брызги моря житейского» (СПб., 1887), где изображались местечковый быт, черты «еврейского идеализма» у униженных, зачастую причудливых персонажей, сохраняющих под ударами судьбы живую душу и доброту. Это характерно и для нескольких последующих сборников, например «Дети рока» (СПб., 1898), «Между фантазией и действительностью», «Необыкновенная история обыкновенных событий и другие рассказы» (оба — СПб., 1900), «Во сне и наяву» (СПб., 1904). В позднейшей оценке именно эти рассказы создали Пружанскому репутацию «плодовитого и сентиментального» беллетриста — бытописателя еврейской бедноты
в духе «народнической идеализации». В 1890-х годах печатался в журналах «Книжки Восхода», «Живописное обозрение», «Новая иллюстрация», «Новое слово». Основное произведение этого времени, роман «Новый Моисей»  (СПб., 1897) привлёк внимание острой трактовкой проблемы еврейской репатриации: крушение планов миллионера-идеалиста заселить евреями купленную им землю в Америке. Вместе с тем в драме «Разные течения» (1903) Пружанский с явным восхищением говорил о еврейской молодёжи, захваченной идеями сионизма (что, в частности, стало одной из причин запрещения драмы к представлению). В октябре 1903 года в Петербурге отмечалось 35-летие литературной деятельности Пружанского; о его труженической жизни исключительно на литературный заработок, квалифицируемой как «подвиг», говорили Д. Н. Мамин-Сибиряк, Д. Л. Мордовцев, А. Л. Волынский. В том же году у Пружанского умерла жена — Прасковья Линовская-Трофимова, оставив 7 детей.
С начала XX века постоянно сотрудничал в газетах «Новости», «Биржевые ведомости», «Заря». Пользовался успехом его памфлет «Сон Крушевана» («Восход», 1903) — на П. А. Крушевана по следам Кишинёвского погрома. В 1908 году в газете «Последние новости» Пружанский вёл дискуссионный отдел. В 1905—1912 годах часто печатался в юмористическом журнале «Белый слон» и журнале для юношества «Всходы». Написал книги для детей: «Жизнь как она есть. Рассказы из еврейской жизни» (СПб., 1910), «Из рассказов Фильки Медвежатника» (М., 1912), «Козлёнок. Рыжка. Пастух на Севере» (П., 1914). В 1910-х годах, сотрудничая в полубульварных журналах «Баян», «Лукоморье», «Солнце России», «Красный огонёк», Пружанский так и не сумел выбиться из крайней бедности. Умер в богадельне.

## Сочинения
- Возникновение достопримечательного города Сеченовки: очерки еврейского быта // Нива, 1872. № 24-30.
- На волнах моря житейского. СПб., 1893.
- Брызги моря житейского: Повести, рассказы и эскизы. СПб., 1887.
- Новый Моисей: роман в 2-х частях из современной русско-еврейской жизни. СПб., 1897.
- Отверженный (из записок сумасшедшего) и другие повести. СПб., 1897.
- Герои жизни: Повести, рассказы и эскизы. СПб., 1898.
- Беглый. СПб., 1898.
- Дети рока. СПб., 1898. Зборнік аповесьцей і апавяданьняў.
- Между фантазией и действительностью. СПб., 1899
- Необыкновенная история обыкновенных событий. СПб., 1899
- Добрая фея. 1900
- В разгаре страстей: Роман-хроника в 2 частях. СПб., 1902.
- Рассказы. 4 тамы, СПб., 1902—1904.
- Большие таланты: Повести и рассказы. СПб., 1903.
- Без прикрас: Повести, рассказы и драма. СПб., 1904.
- Повести и рассказы. СПб., 1909.
- Козлёнок; Рыжка; Пастух на Севере: 3 рассказа СПб., 1914.
- Из рассказов Фильки Медвежатника. М., 1912; СПб., 1914.
- Литературный шантаж. СПб., 1877.
- Пшеничный город. Одесса, 1880.
- Шут гороховый: Тоже своего рода орган : Юмористическое издание: Выходит в хорошую погоду и то с большими предосторожностями от простуды. Вып. 1. Одесса, 1881.
- И моя газета: Издание юмористическое: Газета политическая и литературная, только не продажная и не глупая: Выходит, когда ей вздумается. Вып. 1. Одесса, 1882.
- Сон Крушевана // Восход, 1903, 5 декабря.
- Жизнь или смерть: О самоубийцах. СПб., 1908.
- Еврейские силуэты. 1884.
- Во сне и наяву. СПб., 1904.
- Жизнь как она есть: Рассказы из еврейской жизни. СПб., 1910.
- Каким образом я хотел сделаться миллиардером, даже биллионером, и что из этого вышло. (1911)